# Las turbas
Las Turbas es una parte esencial de la procesión Camino del Calvario, la cual se celebra la madrugada del Viernes Santo en la ciudad española de Cuenca. Forma parte de la Semana Santa de esa ciudad, que está declarada de interés turístico internacional, y es su procesión más conocida. El desfile conmemoró en 2016 el IV Centenario de su primera salida procesional, que fue el 4 de abril de 1616, con un amplio programa de actos religiosos, culturales y solidarios. El papa Francisco declaró Año Jubilar la efeméride.

## Descripción

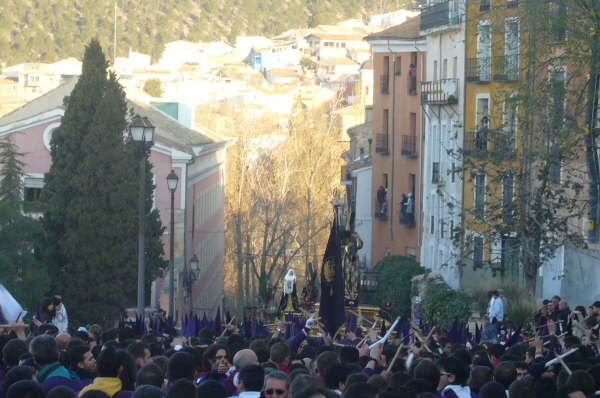
Las Turbas subiendo a la Plaza Mayor por la calle Palafox

Según los estatutos que regulan las turbas, éstas son la muchedumbre que reproduce, a lo largo de todo el itinerario procesional, la rememoración piadosa y popular de la burla de la que fue objeto Jesús cuando iba camino del monte Calvario para ser crucificado, representación que hay que entender siempre dentro del respeto y la devoción propios de las personas que forman parte de esa procesión. Sin embargo, por extensión se ha utilizado tradicionalmente el término Las Turbas para referirse al conjunto de la procesión, al ser esa multitud lo que realmente la diferencia de todas las demás desde el punto de vista de su significado, composición y organización y convierte a Las Turbas, por tanto, en única.
Los integrantes de las turbas reciben popularmente el nombre de turbos y van vestidos con las túnicas propias de sus hermandades religiosas, portando además clarines y tambores, generalmente de fabricación casera. Los primeros, muy difíciles de hacer sonar, emiten un sonido desafinado que se denomina clariná, mientras que los segundos tienen un sonido ronco y nunca redoblan. El sonido producido al golpear los palillos del tambor entre sí, se denomina palillá. Miles de golpes de tambor simultáneos alternan con palillás (siendo éstas un componente contemporáneo de la procesión) y se entremezclan de manera estruendosa con las clarinás en la madrugada conquense del Viernes Santo.
Oficialmente, para ser turbo es necesario pertenecer a alguna hermandad y, aunque no está prohibido a las mujeres participar en las procesiones en modo alguno, su incorporación a la procesión como turbas y banceras (es decir, portando los pasos a hombros) ha sido muy escasa hasta ahora, a pesar de que en la década de los años 70 las mujeres tomaron un papel muy activo en esta procesión, la cual contaba con escasa participación popular, impulsándola de manera importante.
El término procesión de los borrachos, a menudo utilizado entre personas no originarias de Cuenca para referirse a la procesión Camino del Calvario, es considerado peyorativo e injustificado por los conquenses.

## Orígenes
El origen de Las Turbas parece estar relacionado con fiestas paganas celebradas ancestralmente a lo largo de la Cordillera Ibérica con motivo de la llegada de la primera luna de la primavera, habiéndose adaptado posteriormente dichas celebraciones a ritos religiosos y dando lugar a procesiones, tamboradas o tamborradas como las celebradas actualmente en ciertas localidades de las provincias de Teruel y Albacete, entre las que se encuentran las de Calanda, Hellín y Tobarra.

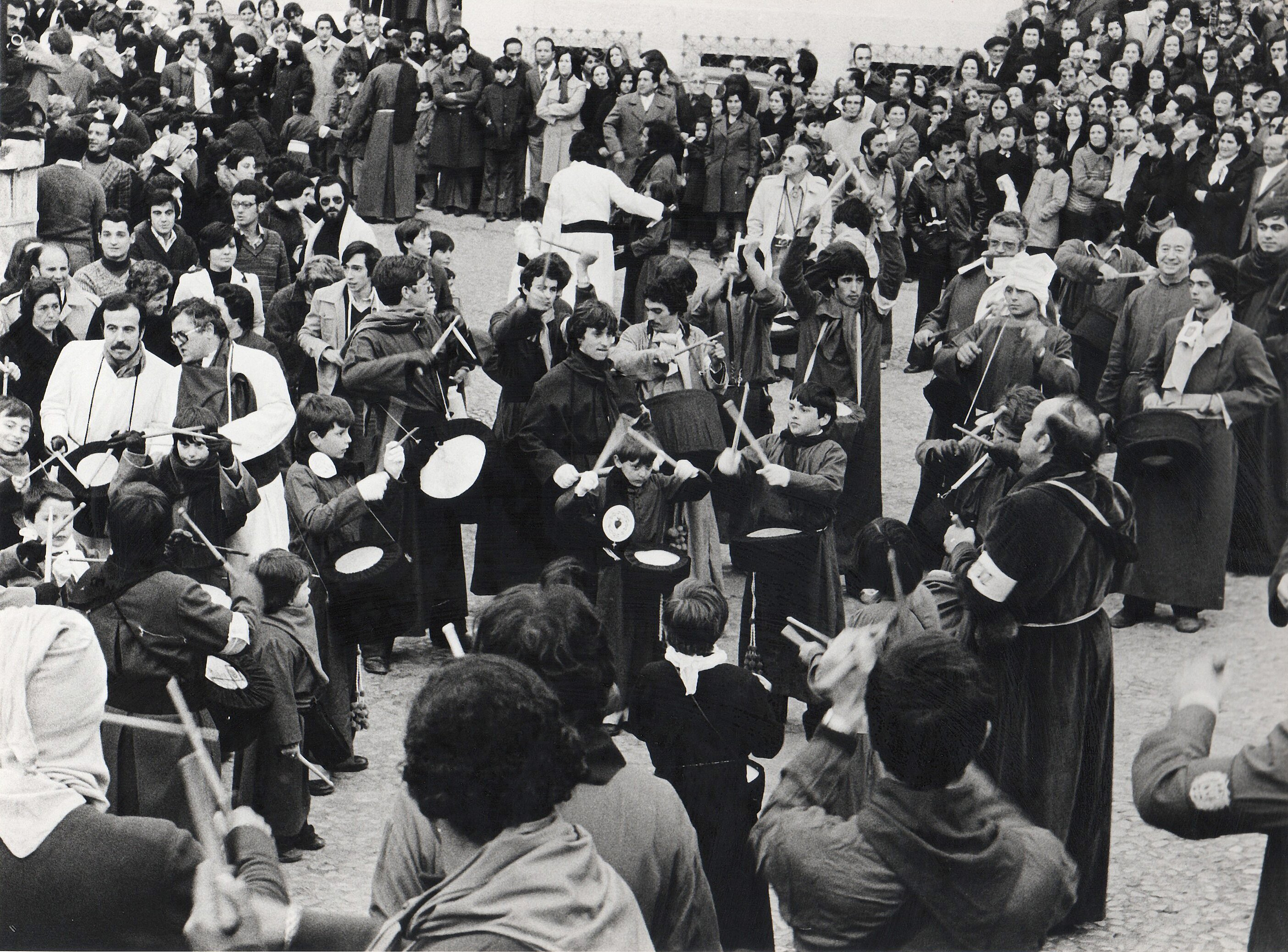
Las turbas. Cuenca, madrugada de Viernes Santo. (197?)

Otro hecho a menudo relacionado con Las Turbas se refiere al motín del Tío Corujo, que fue una revuelta popular acaecida en la ciudad de Cuenca en el año 1766, ocasionada por la subida del precio del pan,
 en la que la población se atavió con túnicas, tambores, clarines y otros objetos religiosos procedentes de la ya desaparecida Iglesia de San Roque y salió a la calle creando un gran estruendo para hacerse oír y manifestar su disconformidad con el aumento en el precio de ese alimento.
También es posible que Las Turbas deriven de las antiguas protestas de los nazarenos pertenecientes a las clases sociales más bajas que, al tener prohibido desfilar en la procesión del Viernes Santo, hacían sonar tambores y clarines para reivindicar su derecho a formar parte de dicha procesión.
No obstante lo anterior, la procesión Camino del Calvario es el resultado de siglos de devoción popular y tradición y sobre ella se han llevado a cabo diversos estudios que continúan en la actualidad. Además, hay que añadir que el uso de tambores, clarines y otros instrumentos en las procesiones y actos religiosos, es un hecho que sucede desde tiempos inmemoriales -quizás desde la Edad Media- en multitud de localidades, lo cual dificulta aún más la tarea de establecer el origen preciso de Las Turbas.

## Composición e itinerario

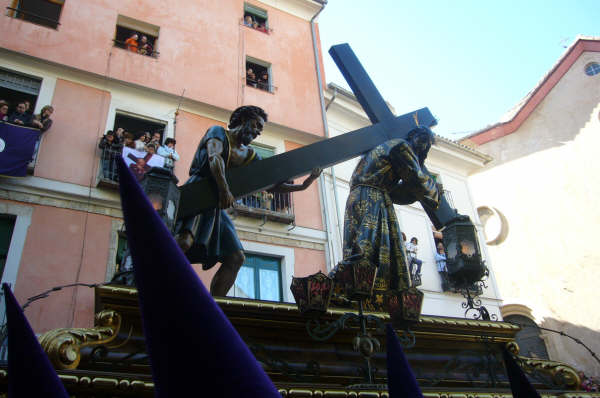
El Jesús de las Seis

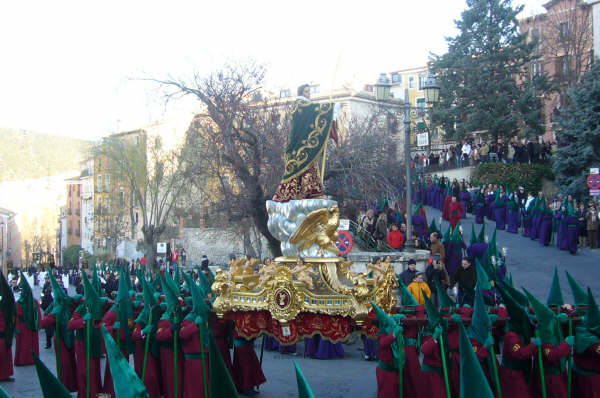
San Juan Evangelista.

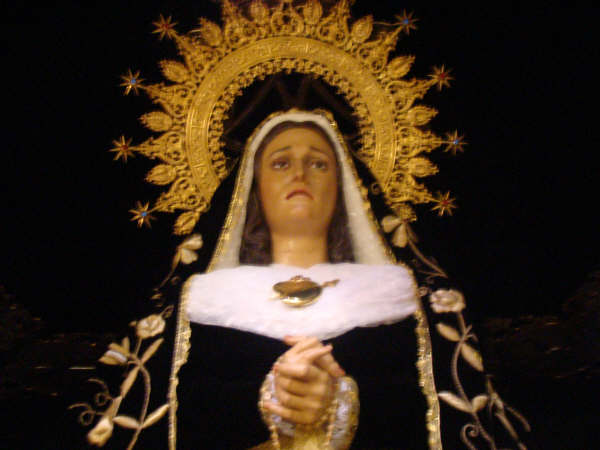
La Soledad de San Agustín.

La procesión está encabezada por los miles de nazarenos que componen las turbas, seguidos por las hermandades de Nuestro Padre Jesús Nazareno del Salvador, San Juan Evangelista y Nuestra Señora de la Soledad de San Agustín. Los cinco pasos procesionales que desfilan son, por este orden, los siguientes: Nuestro Padre Jesús Nazareno del Salvador (o Jesús de las Seis), Jesús y La Verónica (La Caída) -ambos pertenecientes a la Hermandad de Nuestro Padre Jesús Nazareno-, San Juan Apóstol Evangelista, de la cofradía del mismo nombre, y El Encuentro de Jesús con María y Nuestra Señora de la Soledad, de la cofradía Nuestra Señora de la Soledad de San Agustín. Los tres primeros pasos fueron creados por el escultor Luis Marco Pérez, El Encuentro es obra del también conquense Vicente Marín Morte y La Soledad de San Agustín es original de Federico Coullaut-Valera.
Desde primeras horas de la madrugada del Viernes Santo, miles de turbos se van congregando junto a la iglesia de El Salvador y las calles aledañas, haciendo sonar sus tambores y clarines en un espectáculo multicolor de sonidos y sentimientos que se prolonga hasta el encierro de la procesión en la misma iglesia. La salida del primer paso (el Jesús de las Seis), aproximadamente a las 5:30 horas, es uno de los momentos más emocionantes de la procesión; de hecho, los miles de turbos avanzan mirando ese paso de frente o, lo que es lo mismo, de espaldas al sentido de la marcha, en una explosión de roncos sonidos de tambor y clarinás.
La procesión desciende hacia la Puerta de Valencia. Al llegar a la denominada Cuesta de los Herreros, tiene lugar un acto relacionado con una tradición que se recuperó en la década de 1990: el canto del motete "Oh, Soledad..." a la Virgen de la Soledad de San Agustín junto a la única fragua que hay en el recorrido de la procesión, la cual se enciende para la ocasión y se hacen sonar martillos de distintos tamaños golpeando un yunque, todo ello "para dar calor a la Madre y no pase frío". Mientras tanto, los banceros siguen moviendo los pasos sobre sus hombros, pero sin avanzar. Esta tradición proviene del hecho de que la Hermandad de Nuestra Señora de la Soledad de San Agustín acogiera al gremio de herreros y cerrajeros desde su constitución.
Tras ello, se prosigue hacia Carretería, calle considerada hasta hace unos años el centro de la parte moderna de la ciudad de Cuenca, ante millares de espectadores que abarrotan el itinerario procesional. Después, se inicia el ascenso por el casco histórico hasta la Plaza Mayor, donde se efectúa un descanso. Es en este lugar donde se suele "bailar" el paso de San Juan Evangelista, entre gritos de "San Juan, el guapo" y "San Juan, que lo baile". Desde allí, la procesión vuelve a la iglesia de El Salvador, pero antes realiza una nueva parada en la que sucede otro de los grandes eventos emotivos de la mañana: el canto del Miserere desde la escalinata de la iglesia de San Felipe Neri. En un momento de la procesión en el que se produce un silencio absoluto en señal de respeto, el Coro del Conservatorio de Música de Cuenca canta a capela un Miserere -probablemente compuesto por el maestro Santiago Pradas-, provocando la emoción y las lágrimas de cientos de personas.
La procesión Camino del Calvario termina en el punto de inicio, la iglesia de El Salvador, a partir del mediodía generalmente, entre el cansancio y la tristeza de los miles de participantes en la misma que, en un último esfuerzo tocando sus tambores y clarines y portando los pasos, y no sin antes volver a bailar a San Juan y haciendo un nuevo silencio total al recibir los pasos de El Encuentro y La Soledad, tendrán que esperar un año para volver a vivir esas emociones únicas.

## Música
Habitualmente, dos bandas de música acompañan a la procesión Camino del Calvario en su recorrido, una de ellas situada detrás del paso de San Juan Evangelista y la otra cerrando la procesión tras el de Nuestra Señora de la Soledad de San Agustín. Actualmente, estas bandas son Horcajo de Santiago y Villamayor de Santiago, ambas de localidades de la provincia de Cuenca.
Las marchas que interpretan estas bandas combinan la algarabía de las turbas, la soledad del Jesús, el nerviosismo de San Juan y la inmensa pena de La Soledad. Entre las más interpretadas, destacan el San Juan y Pobre Carmen del maestro Nicolás Cabañas Palomo, Mater Mea del maestro Ricardo Dorado, Tu Silenciosa Mirada (dedicada a la Virgen de la Soledad de San Agustín) del maestro Juan Carlos Aguilar, Nazareno del Alba (dedicada al Jesús del Salvador) de Manuel Millán, y La Madrugá del maestro Abel Moreno.
En noviembre de 2012, en el Palau de la Música de Valencia, se estrena la obra sinfónica para orquesta y coros "Camino del Calvario" "La Pasión de las Turbas de Cuenca" del compositor Pedro J. Viso Roger. Obra que recoge musicalmente las diferentes situaciones del acto tradicional, cultural y religioso y que traslada a quien la escucha la enorme carga emotiva que conlleva.